# Florine Pary-Mille
Florine Pary-Mille (Moeskroen, 21 augustus 1951) is een Belgisch politica van de Mouvement Réformateur.

## Levensloop
Als licentiaat in de journalistiek en de sociale communicatie aan de ULB, ging Pary-Mille werken als verantwoordelijke voor publicaties van het CRIEP (Centrum van Onderzoek en Informatie voor Studies en Beroepen).
Ze verzeilde in de toenmalige Parti Réformateur Libéral. Nadat ze persattaché was van meerdere liberale ministers, was ze van 1985 tot 1999 de secretaris van de PRL- en later de PRL-FDF-fractie in de Kamer van volksvertegenwoordigers. Ze organiseerde ook meerdere kiescampagnes van de PRL.
In oktober 1988 werd Pary-Mille verkozen tot gemeenteraadslid van Edingen. Na twaalf jaar oppositie was ze er van 2000 tot 2012 burgemeester. Van 2012 tot 2018 was ze eerste schepen van Edingen, waarna MR opnieuw in de oppositie van Edingen belandde.
Van 1999 tot 2014 zetelde ze namens het arrondissement Zinnik in het Waals Parlement en in het Parlement van de Franse Gemeenschap. Bij de verkiezingen van 2014 stond ze als laatste opvolger op de MR-lijst voor de Kamer in de provincie Henegouwen.